# Don Clarke
Donald Barry Clarke (Pihama, 10 novembre 1933 – Johannesburg, 29 dicembre 2002) è stato un rugbista a 15 neozelandese.
Internazionale con gli All Blacks, venne soprannominato "The Boot" per la sua abilità nel calciare il pallone.

## Biografia
Clarke iniziò a giocare a rugby con la Waikato all'età di 17 anni.
Nel 1956 contribuì alla vittoria 14-10 della Waikato contro il Sudafrica recatosi in tour in Nuova Zelanda. Grazie alla sua prestazione venne selezionato per giocare il terzo test degli All Blacks contro gli Springboks.
Durante la sua carriera da All Black Clarke collezionò in totale 89 presenze (31 test match disputati) realizzando in totale 781 punti, un record che durò 24 anni prima di essere infranto da Grant Fox nel 1988.
Clarke aveva quattro fratelli che giocavano tutti con la Waikato. Solamente in una occasione giocarono contemporaneamente nello stesso incontro, a Te Aroha nel 1961.
Clarke giocò anche a cricket principalmente con Auckland e con Northern Districts.
Si trasferì in Sudafrica negli anni 1970 e intraprese la carriera di allenatore a Johannesburg. Nel 1997 Clarke restò gravemente ferito in un incidente automobilistico che vide coinvolti la sua auto e un autocarro di 15 tonnellate.
Nel 2001 venne indotto nella International Rugby Hall of Fame. Nel marzo dello stesso anno gli fu diagnosticato un melanoma che lo portò alla morte il 29 dicembre 2002.